# Bábushkinskaya
Bábushkinskaya (en ruso: Бабушкинская) es una estación del Metro de Moscú situada en el Distrito de Bábushkinskiy de esa misma ciudad. La estación se encuentra en la línea Kaluzhsko-Rízhskaya, entre las estaciones Medvédkovo y Sviblovo.

## Nombre
El nombre de la estación, Bábushkinskaya, deriva del nombre del distrito en el que se encuentra, que se tomó de Mijaíl Bábushkin, un aviador polar.

## Historia
La estación se inauguró en 1978.

## Diseño

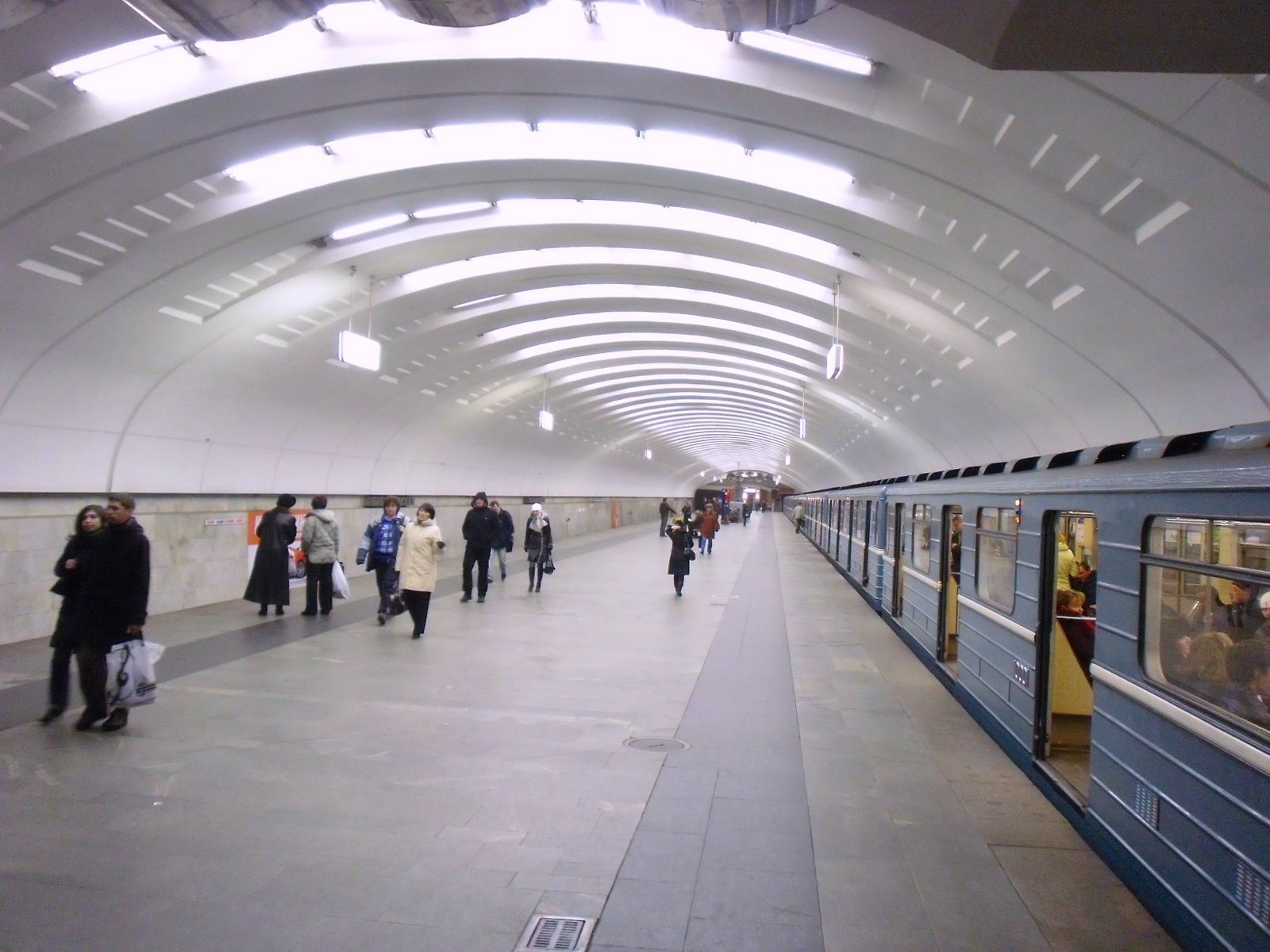
Andén de la estación

Diseñada por los arquitectos Klokov y Popov, la estación de Bábushkinskaya consta de un único arco, con un diseño elíptico con un corte transversal ligeramente inclinado y paredes de mármol gris.
Toda la señalización y la iluminación se encuentra pegada al techo de manera que, a excepción de algunos bancos minimalistas colocados en el centro del mismo, el andén está completamente libre.
Al final del andén, justo encima de las escaleras de salida, se encuentra una escultura de A. M. Mosichuk que conmemora el vuelo ártico de Bábushkin.

## Conexiones
Esta estación no dispone de conexión con ninguna otra línea.